# Мате
Йерба ма́те или просто Ма́те (испанский: [ˈmate], португальский: [ˈmatʃi]), в русском языке - ма́тэ, "парагвайский чай" — напиток из высушенных и измельчённых листьев падуба парагвайского или так называемого падуба тернистого, или кустистого (Ilex dumosa).
Мате оказывает тонизирующее действие на центральную нервную систему за счёт содержания кофеина, количество которого в листьях падуба составляет 0,7-2,0 %, а в 100 мл готового напитка — 30-60 мг.
В Америке мате употребляли с доиспанских времен некоторые этнические группы тупи-гуарани, такие как мбиа и пай-тавитэра, а также другие этнические группы, торговавшие с ними, такие как ньяндерта, талухеты и тоба. Он был быстро принят испанскими колонизаторами и стал частью культурного наследия в Аргентине, Парагвае, Уругвае, южной и восточной Боливии, южной Бразилии и Чили, особенно в центре и на юге страны (между Сантьяго и Магальянесом). Его также широко употребляют в Сирии (крупнейший импортер мате в мире благодаря сирийским мигрантам в Аргентине, которые привезли этот продукт в свою страну) и Ливане.

## История
До появления европейцев в Южной Америке коренные жители этого континента употребляли мате, растущий в диком виде в бассейнах рек Парана и Парагвай.
XVII веке в районе Междуречья иезуитами начато культурное возделывание падуба парагвайского, которым они занимались до конца XVIII века (отсюда название «иезуитский чай»). Затем производство мате было заброшено. В конце XIX — начале XX века оно стало восстанавливаться, что привлекло в Аргентину волну переселенцев, в основном реэмигрантов из южных районов Бразилии, большинство которых составляли поляки и немцы.

## Название
Когда иберы прибыли в Южную Америку, они заметили, что некоторые этнические группы собираются компанией, чтобы выпить настой, который гуарани называли kaay (от ka’á - "трава" и y - "вода"). Выражение "мате" происходит от слова matí на языке кечуа, что означает "тыква" (емкость для питья мате обычно изготавливалась из тыквы, в основном бутылочной). Напиток пили через маленькую трубку "такуари", на конце которой находилось выдолбленное семечко, служившее фильтром.
Йерба мате также называли "парагвайским чаем" или "зелёным золотом" из-за его высокой стоимости, особенно в колониальные времена.
На португальском языке его называют чимарран (chimarrão, от слова cimarrón, "дикий"), хотя на юге Бразилии также используется слово "мате". Мате, называющийся chimarrão, обычно имеет ярко-зелёный цвет и очень мелкий помол, что обусловлено отличием технологии сушки.
Листья падуба для приготовления напитка по-испански называются "йе́рба" или "ше́рба" в зависимости от региона  (исп. yerba), что переводится как «трава».
В английском, русском и некоторых других языках слово «мате» часто произносится с ударением на последний слог, однако в испанском и португальском ударение ставится исключительно на первый слог. В испанском языке слово "maté" с ударением на втором слоге означает "я убил".

## Приготовление
В отличие многих других напитков, мате не настаивают, а пьют многократными проливами воды через листья.
Чтобы приготовить мате, сухие листья (йербу) помещают в ёмкость, называемую мате, гуампа или калебас, на три четверти высоты. Затем ёмкость накрывают рукой, переворачивают и встряхивают, чтобы мелкая пыль осталась сверху и не засоряла бомбилью. Сосуд переворачивают так, чтобы образовалась скошенная горка, и добавляют немного теплой или холодной воды у её края. Воде дают впитаться в йербу несколько секунд и доливают горячей (или холодной, как в случае терере) водой примерно до 7-8 мм от края, стараясь не намочить мате на поверхности.
Температура воды может варьироваться от 50 до 80 °C. Через одну-две минуты в мате вставляют бомбилью. На противоположной стороне от бомбильи всегда должна оставаться горка сухой йербы. Необходимо следить за тем, чтобы йерба в сосуде не перемешивалась, так как это может привести к засорению бомбильи. Бомбилью следует наклонить в сторону, противоположную той, где осталась сухая йерба.
Процесс пролива воды повторяется до потери вкусовых свойств. В зависимости от используемой йербы, процесс распития мате может длиться от 15 до 25 (а иногда  и более) проливов.

## Активные вещества
Мате содержит большое количество биоактивных веществ, такие как полифенолы и ксантины (кофеин и теобромин), пуриновые алкалоиды, флавоноиды (кверцетин, кемпферол и рутин), аминокислоты, минералы (P, Fe и Ca) и витамины (C, B1 и B2).
Полифенольные соединения, обнаруженные в йерба мате, значительно отличаются от зелёного чая, поскольку мате содержит высокую концентрацию хлорогеновой кислоты и не содержит катехинов.
|                          | Зелёный чай | Чёрный чай | Йерба мате |
| ------------------------ | ----------- | ---------- | ---------- |
| Кофейная кислота         | ✓           | —          | ✓          |
| Кофеин                   | ✓           | ✓          | ✓          |
| Производные кофеоила     | —           | —          | ✓          |
| Кофеоилшикимовая кислота | —           | —          | ✓          |
| Катехин                  | ✓           | ✓          | —          |
| Катехина галлат          | —           | ✓          | —          |
| Хлорогеновая кислота     | —           | —          | ✓          |
| Кумаровая кислота        | ✓           | —          | —          |
| Эпикатехина галлат       | ✓           | ✓          | —          |
| Эпигаллокатехин          | ✓           | —          | —          |
| Эпигаллокатехина галлат  | ✓           | —          | —          |
| Ферулоилхиновая кислота  | —           | —          | ✓          |
| Галловая кислота         | ✓           | ✓          | —          |
| Галлокатехина галлат     | ✓           | ✓          | —          |
| Кемпферол                | ✓           | ✓          | ✓          |
| Мирицетин                | ✓           | ✓          | —          |
| Процианидин              | —           | ✓          | —          |
| Кверцетин                | ✓           | ✓          | ✓          |
| Хинная кислота           | ✓           | —          | ✓          |
| Рутин                    | ✓           | ✓          | ✓          |
| Теофлавин                | —           | ✓          | —          |
| Теобромин                | —           | ✓          | ✓          |

## Влияние на здоровье

### Мате иканцерогенез
Данные относительно влияния потребления йерба мате на риски развития рака остаются противоречивыми.
Так, противоопухолевый потенциал мате был продемонстрирован как in vitro, так и в экспериментах на животных. Было показано, что мате обладает большей цитотоксичностью против клеток рака печени, чем другие напитки, такие как зелёный чай. Кроме того, известно, что напиток содержит большое количество антиоксидантов, обладающих противораковыми свойствами.
Однако существуют эпидемиологические исследования, демонстрирующие связь между потреблением мате и повышенным риском развития таких онкологических заболеваний, как рак пищевода, рак полости рта, рак мочевого пузыря, рак легких и рак почки. Были высказаны предположения, что это связано с содержанием в мате полициклических ароматических углеводородов (ПАУ), таких как аценафтен, фенантрен и нафталин. Тем не менее канцерогенность может быть связана с высокой температурой напитка и другими факторами, а не с самим потреблением мате.

### Влияние на развитие ожирения
Мате подавляет дифференцировку адипоцитов и накопление триглицеридов, регулируют сигнальные пути, контролирующие адипогенез, а также обладает анти-диабетическим эффектом.